# Marcel Mathis
Marcel Mathis (Hohenems, 24 dicembre 1991) è un ex sciatore alpino austriaco.

## Biografia
Gigantista attivo in gare FIS dal dicembre del 2006, Mathis ha esordito in Coppa Europa il 9 novembre 2009, piazzandosi 90º nel supergigante disputato a Reiteralm. Il 29 gennaio 2010 ha debuttato in Coppa del Mondo nello slalom gigante di Kranjska Gora, senza riuscire a qualificarsi per la seconda manche.
Il 5 dicembre 2011 ha conquistato la sua prima vittoria in Coppa Europa, nonché primo podio, nello slalom gigante di Trysil, mentre nel massimo circuito internazionale ha ottenuto il primo podio nello slalom gigante del 18 febbraio 2012 a Bansko (3º). Sempre nel 2012 e sempre in slalom gigante ha conquistato la sua seconda e ultima vittoria in Coppa Europa, il 24 febbraio a Sella Nevea, e il suo secondo e ultimo podio in Coppa del Mondo, il 17 marzo a Schladming (3º). L'anno seguente, convocato per i Mondiali di Schladming 2013 (sua unica presenza iridata), si è aggiudicato la medaglia d'oro nella gara a squadre, cui ha partecipato nel ruolo di riserva, e si è classificato 13º nello slalom gigante.
Il 22 gennaio 2018 è salito per l'ultima volta sul podio in Coppa Europa, classificandosi 3º nello slalom gigante disputato a Folgaria/Lavarone. Si è ritirato al termine della stagione 2017-2018; la sua ultima gara in Coppa del Mondo è stato lo slalom gigante di Kranjska Gora del 3 marzo, che non ha completato, e la sua ultima gara in carriera è stata lo slalom gigante dei Campionati austriaci 2018, il 27 marzo a Reiteralm, chiuso da Mathis al 9º posto.

## Palmarès

### Mondiali
- 1 medaglia:
  - 1 oro (gara a squadre a Schladming 2013)

### Coppa del Mondo
- Miglior piazzamento in classifica generale: 54º nel 2012
- 2 podi:
  - 2 terzi posti

#### Coppa del Mondo - gare a squadre
- 1 podio:
  - 1 vittoria

### Coppa Europa
- Miglior piazzamento in classifica generale: 13º nel 2012
- 9 podi:
  - 2 vittorie
  - 2 secondi posti
  - 5 terzi posti

#### Coppa Europa - vittorie
| Data             | Località    | Paese    | Specialità |
| ---------------- | ----------- | -------- | ---------- |
| 5 dicembre 2011  | Trysil      | Norvegia | GS         |
| 24 febbraio 2012 | Sella Nevea | Italia   | GS         |

Legenda:

GS = slalom gigante

### Australia New Zealand Cup
- Miglior piazzamento in classifica generale: 6º nel 2017
- 2 podi:
  - 1 vittoria
  - 1 secondo posto

#### Australia New Zealand - vittorie
| Data           | Località     | Paese         | Specialità |
| -------------- | ------------ | ------------- | ---------- |
| 29 agosto 2016 | Coronet Peak | Nuova Zelanda | GS         |

Legenda:

GS = slalom gigante

### Campionati austriaci
- 2 medaglie:
  - 1 argento (slalom gigante nel 2012)
  - 1 bronzo (slalom gigante nel 2014)

### Campionati austriaci juniores
- 2 medaglie:
  -  2 argenti (slalom gigante nel 2010; slalom gigante nel 2011)[senza fonte]